# JOURNEY (迷你專輯)
《JOURNEY》 是Henry時隔六年推出的第三張創作迷你專輯，2020年11月18日發行。

## 背景與發行
此次專輯特別的意義在於是Henry獨立後發行的首張專輯，亦是自2014年Fantastic後，時隔六年終於再次推出的專輯。Henry親自製作，從合成聲音到配音，結合了各種樂器聲音以及要素，富含Henry獨有的個性和獨一無二的音樂風格。以前只負責製作音樂的Henry，這次也從專輯封面的素材挑選、商標和照片等細節部分一一著手。
專輯名稱《JOURNEY》意味尋找我的旅程，可以瞭解Henry是怎樣的人，把最能展現Henry自己的聲音收錄在專輯裡了。Henry表示被問過很多次為什麼花了這麼長時間，因為獨立後成立了新公司，組建了新的團隊，花了很長時間，加上不想將就地製作專輯，想要收錄對自己來說有意義的歌曲，所以苦惱了很久，在正式發售前3、4個月其實已經根據人們會喜歡的方向製作出了專輯，但最後發現並不是自己想要的，所以作廢後開始重新製作，想要融入最原本的Henry，並且寫出了Just Be Me這首歌，做我自己，唱我想唱的歌。
發行後，《JOURNEY》在Hanteo實時榜單上取得第一名，登頂了Hanteo每日專輯榜單，並獲得Goan專輯榜2020年48周第一名的成績，突破自身迷你一輯、二輯的銷量。

## 歌曲介绍
- 主打歌《RADIO》是一首以獨特合成聲音和聲碼器聲音效果為特點的感性抒情曲。反映了Henry的生活、回憶和音樂觀，具有很多Henry的色彩。Henry說：「Radio不是最近常見的機器，有小時候聽過的那種感性，我也有把小時候在廣播里出來的歌曲用磁帶再錄音的回憶「想著以前的回憶製作的這首歌是想著以前的我、現在的我、未來的我而製作的。 特別是Henry親自通過從聲音合成到聲碼器聲音效果等實驗性的、多樣的工作，融入了自己的個性和音樂色彩，更具有意義。

- 《COME OVER》是一首邀請朋友到家裡玩的歌曲，因為在新冠肺炎疫情影響下需要保持社交距離，長時間待在家裡，很想念朋友們。Henry製作歌曲時想把當時想見的朋友們的聲音都收錄進去，所以分別給每個人都打了電話，包含GRAY、金高銀、朴娜萊、朴俊炯、全炫茂、Jessi、韓惠珍，多達七人參與這首歌，希望面臨困難的情況下和親近的人一起度過幸福時光。

- 《HANDS UP》結合Funky和R&B，節奏輕快，是在《COME OVER》邀請朋友來家裡玩之後一起唱著歌的故事，由ph-1參與演唱。

- 《RIGHT NOW》是給粉絲的歌曲，抱歉讓大家等待了那麼久，希望大家把握當下，想要做的事現在就立刻行動。

- 《JUST BE ME》，由Henry獨自填詞的英文歌，是Henry在最孤獨最悲傷、獨自苦惱時寫下的，一首關於自信的歌曲。苦惱著我是為了誰而活著、為了誰而唱歌，然後想要是為了「我」製作歌曲，而不是為了「誰」，傳達了要按照自己方式生活的歌曲。

## 宣傳
2020年11月18日，《JOURNEY》開始在韓國和全球範圍內線上銷售。當天，Henry於《Radio Star》展示了新歌初舞台，11月21日出演《音樂中心》，進行時隔六年在音樂節目上的的回歸打歌舞台。

## 收錄曲目
| 曲序     | 曲目                                                                   |                                        | 作曲                       | 编曲                       | 时长  |
| -------- | ---------------------------------------------------------------------- | -------------------------------------- | -------------------------- | -------------------------- | ----- |
| 1.       | RADIO                                                                  | Henry Golden                           | Henry Gen Neo Amos Ang     | Henry Gen Neo Amos Ang     | 3:13  |
| 2.       | HANDS UP (Feat. pH-1)                                                  | Henry Golden JINBO the SuperFreak pH-1 | Henry Gen Neo Amos Ang     | Henry Gen Neo Amos Ang     | 3:10  |
| 3.       | 지금이야(RIGHT NOW)                                                    | Henry                                  | Henry Gen Neo              | Henry Gen Neo              | 2:47  |
| 4.       | JUST BE ME                                                             | Henry                                  | Henry Gen Neo              | Henry Gen Neo              | 3:06  |
| 5.       | 우리집(COME OVER)(Feat. GRAY,金高銀,朴娜萊,朴俊炯,全炫茂,Jessi,韓惠珍) | JINBO the SuperFreak                   | Henry JINBO the SuperFreak | Henry JINBO the SuperFreak | 3:47  |
| 6.       | 難忘的RADIO                                                            | 周潔穎 Henry Gen Neo MarshmelloW       | Henry Gen Neo Amos Ang     | Henry Gen Neo Amos Ang     | 3:11  |
| 7.       | RADIO(Instrumental)                                                    |                                        | Henry Gen Neo Amos Ang     | Henry Gen Neo Amos Ang     | 3:13  |
| 总时长： | 总时长：                                                               | 总时长：                               | 总时长：                   | 总时长：                   | 22:27 |